# Bosnia ed Erzegovina all'Eurovision Song Contest
La Bosnia ed Erzegovina ha debuttato all'Eurovision Song Contest nel 1993  (qualificata nella preselezione di Lubiana), dopo la dissoluzione della Federazione Jugoslava. Da allora ha partecipato ad ogni edizione, tranne che nel 1998 e nel 2000 per i bassi risultati ottenuti l'anno prima, fino al 2012.
Nel 1993 la Repubblica di Bosnia ed Erzegovina, assieme ad altre sei nazioni che desideravano partecipare all'Eurovision Song Contest per la prima volta, partecipò ad una semifinale che si svolse a Lubiana: si classificò al secondo posto e poté così partecipare all'Eurovision Song Contest 1993.
Miglior risultato è stato un terzo posto nel 2006 con Lejla cantata dal gruppo Hari Mata Hari.
A partire dal 2012 si è ritirata per problemi economici della tv di stato.
È ritornata nell'edizione 2016 a Stoccolma, quattro anni dopo l'ultima partecipazione, ma per la prima volta dall'introduzione delle semifinali non si è qualificata per la serata finale.
A partire dal 2017 si ritira nuovamente dalla manifestazione sempre a causa di problemi economici.

## Partecipazioni
- Primo posto
- Secondo posto
- Terzo posto
- Ultimo posto

| Anno                                    | Artista                              | Canzone               | Lingua             | Posizione       | Posizione       | Posizione                | Posizione                |
| Anno                                    | Artista                              | Canzone               | Lingua             | Finale          | Punti           | Semi                     | Punti                    |
| --------------------------------------- | ------------------------------------ | --------------------- | ------------------ | --------------- | --------------- | ------------------------ | ------------------------ |
| 1993                                    | Fazla                                | Sva bol svijeta       | Bosniaco           | 16º             | 27              | 2º                       | 52                       |
| 1994                                    | Alma Čardžić & Dejan Lazarević       | Ostani kraj mene      | Bosniaco           | 15º             | 39              | Niente semifinali        | Niente semifinali        |
| 1995                                    | Davorin Popović                      | Dvadeset prvi vijek   | Bosniaco           | 19º             | 14              | Niente semifinali        | Niente semifinali        |
| 1996                                    | Amila Glamočak                       | Za našu ljubav        | Bosniaco           | 22º             | 13              | 21º                      | 29                       |
| 1997                                    | Alma Čardžić                         | Goodbye               | Bosniaco           | 18º             | 22              | Niente semifinali        | Niente semifinali        |
| Nessuna partecipazione nel 1998         |                                      |                       |                    |                 |                 | Niente semifinali        | Niente semifinali        |
| 1999                                    | Dino & Béatrice                      | Putnici               | Bosniaco, francese | 7º              | 86              | Niente semifinali        | Niente semifinali        |
| Nessuna partecipazione nel 2000         |                                      |                       |                    |                 |                 | Niente semifinali        | Niente semifinali        |
| 2001                                    | Nino Pršeš                           | Hano                  | Bosniaco, inglese  | 14º             | 29              | Niente semifinali        | Niente semifinali        |
| 2002                                    | Maja Tatić                           | Na jastuku za dvoje   | Serbo, inglese     | 15º             | 33              | Niente semifinali        | Niente semifinali        |
| 2003                                    | Mija Martina                         | Ne brini              | Croato, inglese    | 16º             | 27              | Niente semifinali        | Niente semifinali        |
| 2004                                    | Deen                                 | In the Disco          | Inglese            | 9º              | 91              | 7º                       | 133                      |
| 2005                                    | Feminnem                             | Call Me               | Inglese            | 14º             | 79              | Top 12 l'anno precedente | Top 12 l'anno precedente |
| 2006                                    | Hari Mata Hari                       | Lejla                 | Bosniaco           | 3º              | 229             | 2º                       | 267                      |
| 2007                                    | Marija Šestić                        | Rijeka bez imena      | Serbo              | 11º             | 106             | Top 10 l'anno precedente | Top 10 l'anno precedente |
| 2008                                    | Laka                                 | Pokušaj               | Bosniaco           | 10º             | 110             | 9º                       | 72                       |
| 2009                                    | Regina                               | Bistra voda           | Bosniaco           | 9º              | 106             | 3º                       | 125                      |
| 2010                                    | Vukašin Brajić                       | Thunder and Lightning | Inglese            | 17º             | 51              | 8º                       | 59                       |
| 2011                                    | Dino Merlin                          | Love in Rewind        | Inglese, bosniaco  | 6º              | 125             | 5º                       | 109                      |
| 2012                                    | Maya Sar                             | Korake ti znam        | Bosniaco           | 18º             | 55              | 6º                       | 77                       |
| Nessuna partecipazione dal 2013 al 2015 |                                      |                       |                    |                 |                 |                          |                          |
| 2016                                    | Dalal & Deen feat. Ana Rucner & Jala | Ljubav je             | Bosniaco           | Non qualificata | Non qualificata | 11º                      | 104                      |
| Nessuna partecipazione dal 2017 al 2026 |                                      |                       |                    |                 |                 |                          |                          |

Note:
- Se un paese vince l'edizione precedente, non deve competere nelle semifinali nell'edizione successiva. Inoltre, dal 2004 al 2007, i primi dieci paesi che non erano membri dei Big 4 non dovevano competere nelle semifinali nell'edizione successiva. Se, ad esempio, Germania e Francia si collocavano tra i primi dieci, i paesi che si erano piazzati all'11º e al 12º posto avanzavano alla serata finale dell'edizione successiva insieme al resto della top 10.

## Statistiche di voto
Fino al 2016, le statistiche di voto della Bosnia ed Erzegovina sono:
| # | Stato    | Punti |
| - | -------- | ----- |
| 1 | Croazia  | 115   |
| 2 | Turchia  | 95    |
| 3 | Serbia   | 36    |
| 4 | Slovenia | 61    |
| 5 | Francia  | 59    |

| # | Stato    | Punti |
| - | -------- | ----- |
| 1 | Croazia  | 144   |
| 2 | Turchia  | 129   |
| 3 | Slovenia | 100   |
| 4 | Austria  | 74    |
| 4 | Svezia   | 74    |

| # | Stato              | Punti |
| - | ------------------ | ----- |
| 1 | Croazia            | 176   |
| 2 | Turchia            | 133   |
| 3 | Macedonia del Nord | 114   |
| 4 | Slovenia           | 110   |
| 4 | Serbia             | 110   |

| # | Stato              | Punti |
| - | ------------------ | ----- |
| 1 | Croazia            | 194   |
| 2 | Turchia            | 175   |
| 3 | Slovenia           | 151   |
| 4 | Svezia             | 127   |
| 5 | Macedonia del Nord | 116   |

## Altri premi ricevuti

### Marcel Bezençon Award
I Marcel Bezençon Awards sono stati assegnati per la prima volta durante l'Eurovision Song Contest 2002 a Tallinn, in Estonia, in onore delle migliori canzoni in competizione nella finale. Fondato da Christer Björkman (rappresentante della Svezia nell'Eurovision Song Contest del 1992 e capo della delegazione per la Svezia fino al 2021) e Richard Herrey (membro del gruppo Herreys e vincitore dalla Svezia nell'Eurovision Song Contest 1984), i premi prendono il nome del creatore del concorso, Marcel Bezençon.
I premi sono suddivisi in 3 categorie:
- Press Award: Per la miglior voce che viene votata dalla stampa durante l'evento.
- Artistic Award: Per il miglior artista, votato fino al 2009 dai vincitori delle scorse edizioni. A partire dal 2010 viene votato dai commentatori.
- Composer Award: Per la miglior composizione musicale che viene votata da una giuria di compositori.

| Anno | Categoria      | Artista        | Canzone     | Compositore                                          |
| ---- | -------------- | -------------- | ----------- | ---------------------------------------------------- |
| 2006 | Composer Award | Hari Mata Hari | Lejla       | Željko Joksimović, Fahrudin Pecikoza, Dejan Ivanović |
| 2009 | Composer Award | Regina         | Bistra voda | Aleksandar Čović                                     |

## Trasmissione dell'evento
La BHRT, in quanto membro rappresentativo dell'Unione europea di radiodiffusione per la Bosnia ed Erzegovina, ha i diritti di trasmissione dell'evento:
| Anno | Commentatori                                         | Commentatori                                         | Trasmissione                                         | Trasmissione                                         | Portavoce                                            | Note                       |
| Anno | Semifinali                                           | Finale                                               | Semifinali                                           | Finale                                               | Portavoce                                            | Note                       |
| ---- | ---------------------------------------------------- | ---------------------------------------------------- | ---------------------------------------------------- | ---------------------------------------------------- | ---------------------------------------------------- | -------------------------- |
| 1993 | Sconosciuto                                          | Sconosciuto                                          | Niente semifinali                                    | RTVBiH                                               | Dejan Zagorac                                        |                            |
| 1994 | Sconosciuto                                          | Sconosciuto                                          | Niente semifinali                                    | RTVBiH                                               | Diana Grković-Foretić                                |                            |
| 1995 | Sconosciuto                                          | Sconosciuto                                          | Niente semifinali                                    | RTVBiH                                               | Diana Grković-Foretić                                | [ 2 ]                      |
| 1996 | Sconosciuto                                          | Sconosciuto                                          | Niente semifinali                                    | RTVBiH                                               | Segmedina Srna                                       |                            |
| 1997 | Sconosciuto                                          | Sconosciuto                                          | Niente semifinali                                    | RTVBiH                                               | Segmedina Srna                                       | [ 3 ]                      |
| 1998 | Sconosciuto                                          | Sconosciuto                                          | Niente semifinali                                    | RTVBiH                                               | Non partecipante                                     |                            |
| 1999 | Sconosciuto                                          | Sconosciuto                                          | Niente semifinali                                    | RTVBiH                                               | Segmedina Srna                                       |                            |
| 2000 | Sconosciuto                                          | Sconosciuto                                          | Niente semifinali                                    | RTVBiH                                               | Non partecipante                                     |                            |
| 2001 | Niente semifinali                                    | Dejan Kukrić                                         | Niente semifinali                                    | BHTV1                                                | Segmedina Srna                                       | [ 4 ]                      |
| 2002 | Niente semifinali                                    | Dejan Kukrić                                         | Niente semifinali                                    | BHTV1 FTV1                                           | Segmedina Srna                                       | [ 4 ] [ 5 ]                |
| 2003 | Niente semifinali                                    | Dejan Kukrić                                         | Niente semifinali                                    | BHTV1 FTV1                                           | Ana Vilenica                                         | [ 4 ]                      |
| 2004 | Dejan Kukrić                                         | Dejan Kukrić                                         | BHTV BH Radio 1                                      | BHTV1 FTV BH Radio 1                                 | Mija Martina                                         | [ 4 ] [ 6 ] [ 7 ] [ 8 ]    |
| 2005 | Dejan Kukrić                                         | Dejan Kukrić                                         | BHT1                                                 | BHT1                                                 | Ana Mirjana Račanović                                | [ 4 ] [ 6 ] [ 9 ]          |
| 2006 | Dejan Kukrić                                         | Dejan Kukrić                                         | BHT1                                                 | BHT1                                                 | Vesna Andree-Zaimović                                | [ 4 ] [ 6 ] [ 10 ]         |
| 2007 | Dejan Kukrić                                         | Dejan Kukrić                                         | BHT1                                                 | BHT1                                                 | Vesna Andree-Zaimović                                | [ 4 ] [ 6 ] [ 11 ] [ 12 ]  |
| 2008 | Dejan Kukrić                                         | Dejan Kukrić                                         | BHT1                                                 | BHT1                                                 | Melina Garibović                                     | [ 4 ] [ 6 ]                |
| 2009 | Dejan Kukrić                                         | Dejan Kukrić                                         | BHT1 BH Radio 1                                      | BHT1 BH Radio 1                                      | Elvir Laković Laka                                   | [ 4 ] [ 13 ] [ 14 ] [ 15 ] |
| 2010 | Dejan Kukrić                                         | Dejan Kukrić                                         | BHT1                                                 | BHT1                                                 | Ivana Vidmar                                         | [ 4 ] [ 16 ] [ 17 ] [ 18 ] |
| 2011 | Dejan Kukrić                                         | Dejan Kukrić                                         | BHT1                                                 | BHT1                                                 | Ivana Vidmar                                         | [ 4 ] [ 19 ]               |
| 2012 | Dejan Kukrić                                         | Dejan Kukrić                                         | BHT1                                                 | BHT1                                                 | Elvir Laković Laka                                   | [ 4 ]                      |
| 2013 | Dejan Kukrić                                         | Dejan Kukrić                                         | BHT1                                                 | BHT1                                                 | Non partecipante                                     | [ 4 ] [ 20 ] [ 21 ] [ 22 ] |
| 2014 | Nessuna trasmissione                                 | Nessuna trasmissione                                 | Nessuna trasmissione                                 | Nessuna trasmissione                                 | Nessuna trasmissione                                 | [ 23 ]                     |
| 2015 | Nessuna trasmissione                                 | Nessuna trasmissione                                 | Nessuna trasmissione                                 | Nessuna trasmissione                                 | Nessuna trasmissione                                 |                            |
| 2016 | Dejan Kukrić                                         | Dejan Kukrić                                         | BHT1 BHT HD BH Radio 1                               | BHT1 BHT HD BH Radio 1                               | Ivana Crnogorac                                      | [ 24 ]                     |
| 2017 | Nessuna trasmissione                                 | Nessuna trasmissione                                 | Nessuna trasmissione                                 | Nessuna trasmissione                                 | Nessuna trasmissione                                 | [ 25 ]                     |
| 2018 | Nessuna trasmissione                                 | Nessuna trasmissione                                 | Nessuna trasmissione                                 | Nessuna trasmissione                                 | Nessuna trasmissione                                 | [ 26 ]                     |
| 2019 | Nessuna trasmissione                                 | Nessuna trasmissione                                 | Nessuna trasmissione                                 | Nessuna trasmissione                                 | Nessuna trasmissione                                 | [ 27 ]                     |
| 2020 | Evento cancellato a causa della pandemia di COVID-19 | Evento cancellato a causa della pandemia di COVID-19 | Evento cancellato a causa della pandemia di COVID-19 | Evento cancellato a causa della pandemia di COVID-19 | Evento cancellato a causa della pandemia di COVID-19 | [ 28 ]                     |
| 2021 | Nessuna trasmissione                                 | Nessuna trasmissione                                 | Nessuna trasmissione                                 | Nessuna trasmissione                                 | Nessuna trasmissione                                 | [ 29 ]                     |
| 2022 | Nessuna trasmissione                                 | Nessuna trasmissione                                 | Nessuna trasmissione                                 | Nessuna trasmissione                                 | Nessuna trasmissione                                 | [ 30 ]                     |
| 2023 | Nessuna trasmissione                                 | Nessuna trasmissione                                 | Nessuna trasmissione                                 | Nessuna trasmissione                                 | Nessuna trasmissione                                 | [ 31 ]                     |
| 2024 | Nessuna trasmissione                                 | Nessuna trasmissione                                 | Nessuna trasmissione                                 | Nessuna trasmissione                                 | Nessuna trasmissione                                 | [ 32 ]                     |
| 2025 | Nessuna trasmissione                                 | Nessuna trasmissione                                 | Nessuna trasmissione                                 | Nessuna trasmissione                                 | Nessuna trasmissione                                 |                            |

## Bosnia ed Erzegovina come parte della Jugoslavia all'Eurovision Song Contest
Solo in quattro occasioni una canzone bosniaca fu designata rappresentante della Jugoslavia all'Eurovision Song Contest.
- Primo posto
- Secondo posto
- Terzo posto
- Ultimo posto

| Anno | Artista          | Canzone                 | Lingua       | Posizione | Posizione |
| Anno | Artista          | Canzone                 | Lingua       | Finale    | Punti     |
| ---- | ---------------- | ----------------------- | ------------ | --------- | --------- |
| 1964 | Sabahudin Kurt   | Život je sklopio krug   | Serbo-croato | 12º       | 0         |
| 1973 | Zdravko Čolić    | Gori vatra              | Serbo-croato | 15º       | 65        |
| 1976 | Ambasadori       | Ne mogu skriti svoj bol | Serbo-croato | 17º       | 10        |
| 1981 | Seid-Memić Vajta | Lejla                   | Serbo-croato | 15º       | 35        |